# Balıkesir Basketbol Kulübü
Il Balıkesir B.K. (noto sino al 2009 come Potanın Yıldızları) è una società di pallacanestro avente sede ad Balıkesir, in Turchia. Fondata nel 2004, milita nel massimo campionato turco.
Disputa le partite interne nella Kurtdereli Sports Hall, che ha una capienza di 2.000 spettatori.